# Circonscription de Saguré
La circonscription de Saguré est une des 177 circonscriptions législatives de l'État fédéré Oromia, elle se situe dans la Zone Arsi. Son représentant actuel est Shiferaw Jariso Tedecha.